# Escapulário Verde

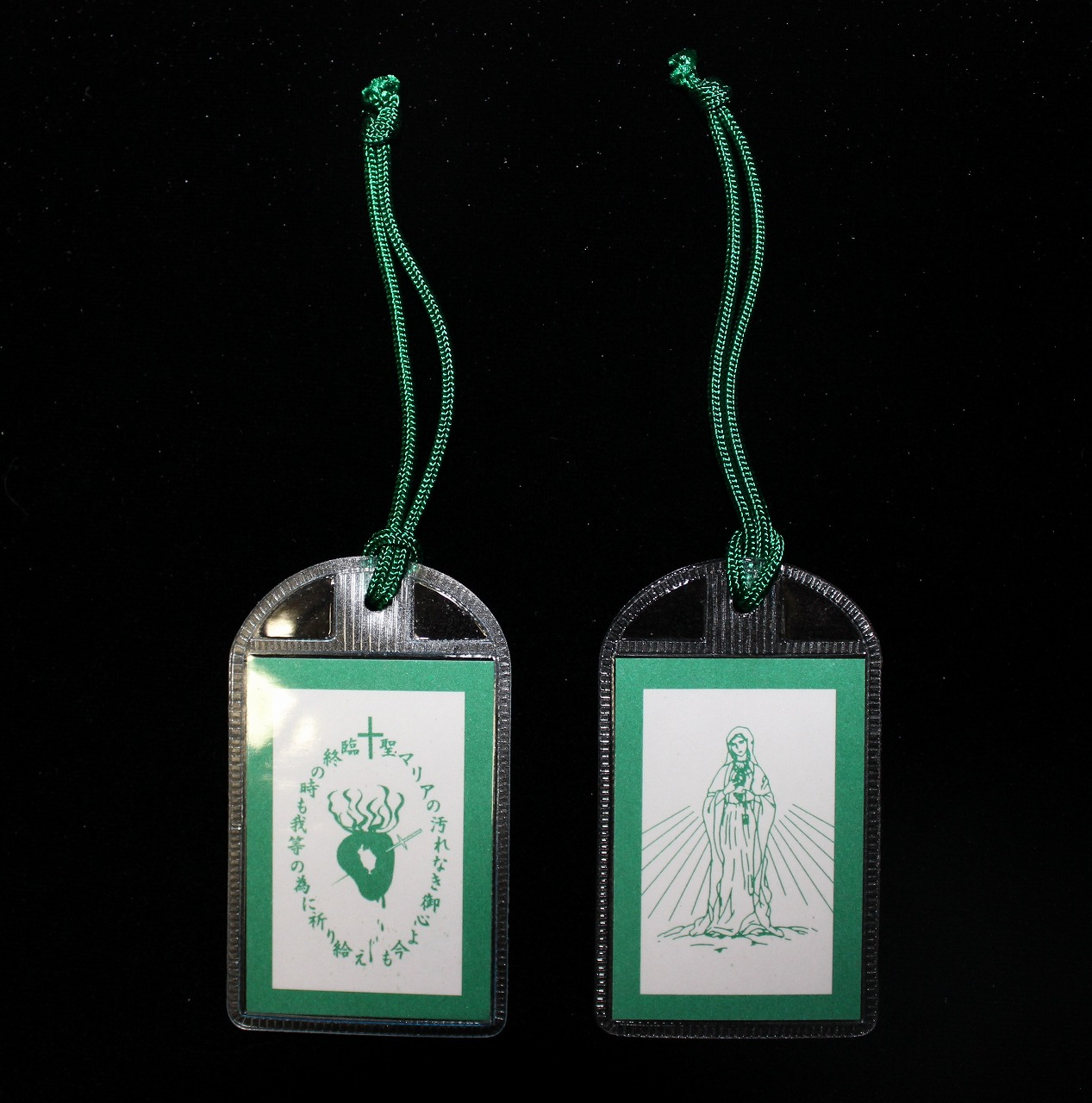
O Escapulário Verde.

Um Escapulário Verde (também chamado de A Insígnia do Imaculado Coração de Maria) é um artigo devocional católico romano aprovado pelo Papa Pio IX em 1870. É denominado escapulário pela sua aparência, mas não descende dos escapulários que fazem parte do hábito das ordens religiosas. Pode ser descrito com mais precisão como uma "medalha de pano".
O desenvolvimento do escapulário verde é baseado em visões supostamente vividas em 1840 pela Irmã Justine Bisqueyburu, membro das Filhas da Caridade de São Vicente de Paulo.

## Pano de fundo
Quase dez anos depois de Santa Catarina Labouré, um membro da mesma Congregação das Filhas da Caridade relatou várias aparições da Bem - Aventurada Virgem Maria, em 1830, na casa-mãe da Rue du Bac, em Paris, que resultaram na criação da Medalha Milagrosa de Nossa Senhora das Graças. De acordo com Chris Maunder, as visões da Rue du Bac inspiraram outros relatos semelhantes entre as freiras vicentinas francesas durante a década de 1840. Uma segunda Filha da Caridade, Irmã Justine Bisqueyburu, relatou uma experiência semelhante em 1840, que levou à criação do Escapulário Verde. Em 1846, a irmã Apolline Andriveaut supostamente recebeu a visão em Troyes, França, que formou a base do Escapulário Vermelho da Paixão.

## Justine Bisqueyburu

### Vida anterior
Justine Bisqueyburu nasceu em 11 de novembro de 1817 em Mauléon, Baixa Pirineus, França, filha de Clemente e Ursula Albine d'Anglade Bisqueyburu. Seu pai era um comerciante. Órfã em tenra idade, ela foi criada por sua tia materna. Em 28 de janeiro de 1840, durante seu retiro de preparação para a entrada nas Filhas da Caridade, Justine estava na capela da Rue du Bac, em Paris. Enquanto ela rezava, a Virgem Maria apareceu para ela, vestida com um longo vestido branco e um manto azul claro; seu cabelo não estava coberto e ela não disse nada. No final do retiro, a Virgem Maria apareceu novamente à Irmã Justine, e a visão se repetiu cinco vezes durante o noviciado desta. Em cada ocasião, a visão era idêntica à primeira; em cada ocasião, Nossa Senhora não disse nada.

### Visões
Pouco depois de receber o hábito das Filhas da Caridade, Ir. Justine foi enviada para ensinar os pobres em Blangy. Em 8 de setembro de 1840 ( festa da Natividade de Maria ), enquanto a Irmã Justine rezava, a Virgem Maria apareceu novamente, segurando na mão direita o coração envolto em chamas e na esquerda uma espécie de escapulário composto por um única peça de pano verde amarrada em cordas verdes. Sobre o pano estava a imagem da Virgem tal como apareceu à Irmã Justine, segurando o coração com a mão direita. No reverso do tecido estava "um Coração todo em chamas com raios mais deslumbrantes que o sol e tão transparente como o cristal". O coração foi trespassado por uma espada, encimada por uma cruz de ouro e com palavras em forma de oval ao redor do coração: "Imaculado Coração de Maria, rogai por nós agora e na hora da nossa morte". Ir. Justine ouviu uma voz interior dizer que a Virgem Maria desejava que o escapulário fosse amplamente divulgado como instrumento de conversão das almas. Ir. Justine falou sobre as visões à sua superiora e, posteriormente, ao seu diretor espiritual, Jean-Marie Aladel, C.M.

### Vida posterior
Ir. Justine passou a servir em Constantinopla. Em 1856, ela foi enviada ao hospital militar de Valde-Grace em Paris, onde permaneceu por dois anos. Em 1858, ela foi contratada para abrir o Hospital Militar de Rennes; mais tarde naquele ano, ela foi colocada à frente de um hospital militar em Argel, cargo que ocupou por nove anos.
Em 1867, seus superiores a enviaram para a Itália a serviço dos zuavos papais. Depois de passar três dias e três noites no campo de batalha, ela foi a Roma para equipar e organizar três ambulâncias. Ela era tida em alta estima na corte papal, onde o Papa Pio IX apreciava seu valor e ocasionalmente permitia que ela o acompanhasse em suas caminhadas pelos jardins papais.
Até o fim de sua vida, Ir. Justine manteve silêncio sobre essas visões, e falou apenas com sua superiora e seu diretor espiritual sobre elas. O Escapulário Verde foi aprovado pelo Papa Pio IX em 1870.
A irmã Justine Bisqueyburu morreu em 23 de setembro de 1903.

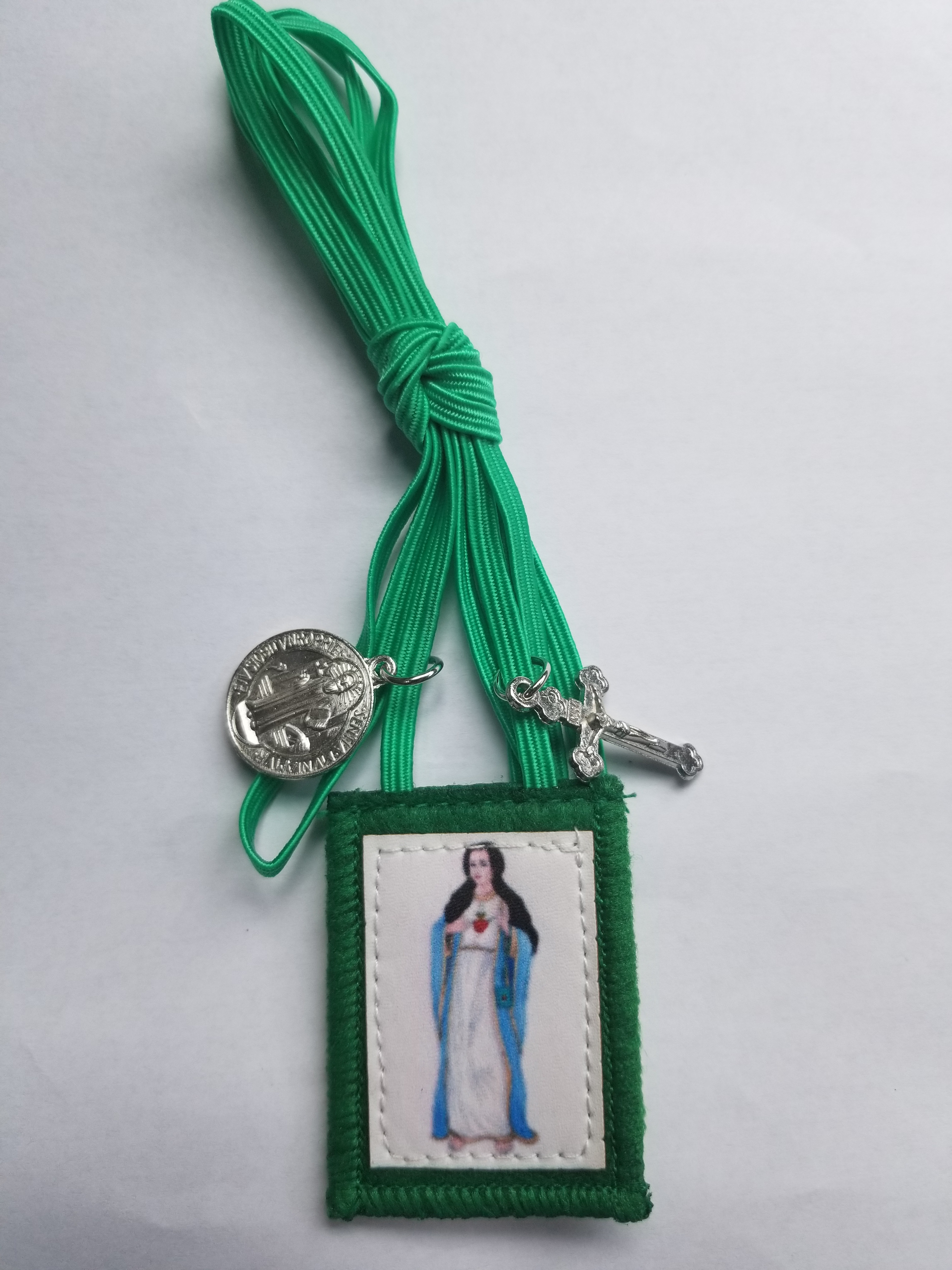

## Descrição

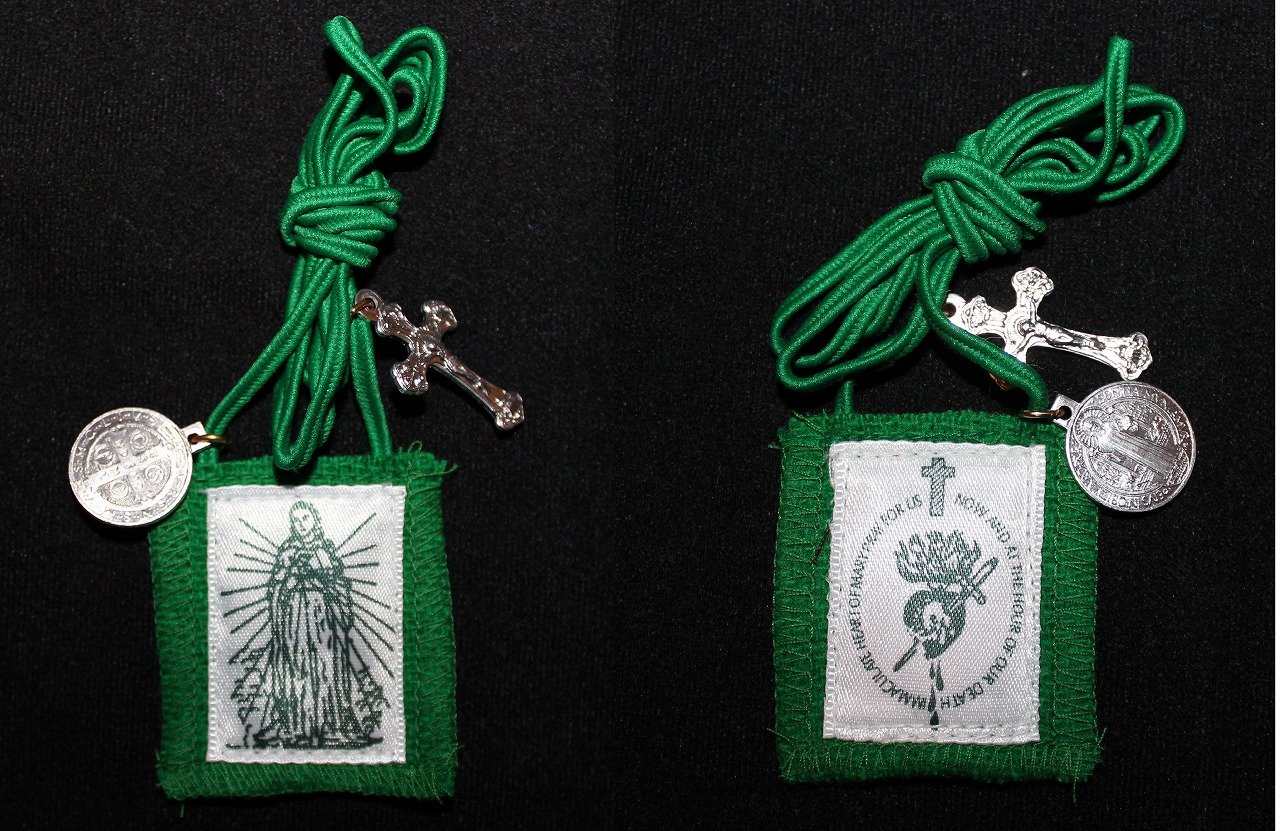
O escapulário verde com uma pequena medalha de São Bento.

O escapulário devocional é feito de tecido verde. O anverso tem uma imagem do coração ardente de Maria (sem a grinalda de rosas), trespassado por uma espada e gotejando sangue, acima do qual está uma crux immissa, circundada pelas palavras "Imaculado Coração de Maria, rogai por nós agora e em nossa hora de morte." O reverso mostra uma imagem em pé da Bem-Aventurada Virgem Maria com o Coração Imaculado radiante. Ele difere de outros escapulários por consistir em apenas uma peça retangular de pano em vez de duas.

## Uso devocional
Visto que não é o emblema de uma confraria, mas simplesmente uma imagem dupla fixada em uma única peça de tecido, nenhuma investidura é necessária. O único requisito é que o Escapulário Verde seja abençoado por um sacerdote e usado ou carregado pela pessoa que deseja se beneficiar dele.
O Escapulário Verde é frequentemente distribuído em hospitais na esperança de obter cura física. O escapulário também pode ser usado no pescoço, colocado sob o travesseiro, guardado em uma carteira ou colocado em suas roupas. A oração "Imaculado Coração de Maria, rogai por nós agora e na hora da nossa morte", deve ser dita com confiança pela pessoa ou pela pessoa.
Quando invocada sob este título e através desta imagem sagrada, a Virgem Maria obtém grandes favores de seu Filho, especialmente nas áreas da saúde física, paz de espírito e conversão espiritual. Ela obteria particularmente a conversão daqueles que se afastaram da fé e dos não crentes.